# Glasvegas
Glasvegas est un groupe écossais de rock indépendant, originaire de Glasgow. Il est constitué de Jammes Allen (chant), Rab Allan (guitare), Paul Donoghue (basse) et Jonna Löfgren (batterie). Glasvegas a reçu de bonnes critiques pour son premier album, Glasvegas, sorti en septembre 2008, qui a atteint la 2e place des UK Album Charts et a été nommé pour le Mercury Music Prize en septembre 2009.
Le magazine NME a déclaré que, "Si The Libertines a marqué le début de la décennie et Arctic Monkeys le milieu, alors Glasvegas va certainement définir la fin et au-delà."  Leur premier album rencontre un beau succès au Royaume-Uni (où il devient disque de platine et en Suède (où le groupe reçoit le disque d'or). L'impact du groupe au Royaume-Uni et la réussite de son premier album n'est pas passé inaperçu en Amérique du Nord, qui a accueilli Glasvegas pour une mini-tourné de six dates entre octobre 2008 et septembre 2009. Les membres du groupe ont souvent répété durant des interviews leur volonté de percer aux États-Unis et au Canada. Le 14 décembre 2010, le groupe annonce l'arrivée d'une nouvelle batteuse, Jonna Löfgren, originaire de Boden en Suède, en remplacement de Caroline McKay.
Le deuxième album de Glasvegas, intitulé Euphoric Heartbreak sort le 4 avril 2011 et se classe à la 10e place au Royaume-Uni et à la première place en Suède. Malgré de nouvelles critiques positives de cet album, les ventes sont plus faibles que pour le premier album et, six semaines plus tard, Columbia Records annonce au groupe qu'il souhaite arrêter leur partenariat avec eux. Glasvegas et Columbia Records se séparent officiellement le 4 août 2011. Ils sont toujours sans label actuellement.

## Histoire

### 2012, plusieurs tournées et un troisième album
Glasvegas a choisi la Suède pour enregistrer de nouvelles démos pour son troisième album et ils ont annoncé à cette occasion une mini-tournée en Suède et au Royaume-Uni pour fin mars-début avril. Le groupe a joué devant 4 500 fans durant quatre jours en Suède avec des concerts à Malmö, Stockholm, Uppsala et Umea. Ils se sont également produit lors de trois concerts (tous à guichets fermés] à Londres, Liverpool et Glasgow. En mai, Glasvegas a joué au Camden Crawl de Londres en tant qu'invités de la radio anglaise XFM. Le groupe a également annoncé sur leur site officiel qu'ils avaient été invités à jouer en Chine pour deux dates, une à Shanghai et une autre à Pékin, en mai 2012. Le site du groupe a annoncé l'organisation d'une tournée européenne des festivals durant l'été mais aussi l'enregistrement d'un troisième album studio, dont le nom n'a toujours pas été communiqué.

## Discographie

### Albums studio
- 2008 : Glasvegas
- 2008 : A Snowflake Fell (And It Felt Like a Kiss) (Mini-album)
- 2011 : Euphoric/// Heartbreak\\\
- 2013 : Later… When the TV Turns to Static
- 2021 : Godspeed

### Compilations
- 2023 : Oddspeed (compilation composée essentiellement de démos)